# エンリコ・アルフォンソ
エンリコ・アルフォンソ（Enrico Alfonso）, 1988年5月4日 - ）は、イタリア・ヴェネト州パドヴァ出身のサッカー選手。セリエB・USクレモネーゼ所属。ポジションはGK。

## 経歴
2003年よりU-15イタリア代表に招集され、U-21までの年代別代表に招集を受けている。UEFA U-21欧州選手権2009予選にも出場した。
インテルが才能に注目して保有権を買い取り、ピサ・カルチョ、モデナFCへレンタルしている。

## 所属クラブ
- ACキエーヴォ・ヴェローナ 2005-2006

→ ASピッツィゲットーネ 2006-2007 (レンタル移籍)
- インテルナツィオナーレ・ミラノ 2007-2011

→ SSCヴェネツィア 2008.1-2008 (レンタル移籍)
→ ピサ・カルチョ 2008-2009 (レンタル移籍)
→ モデナFC 2009-2011 (レンタル移籍)
- USクレモネーゼ 2011-2013
- ヴィチェンツァ・カルチョ 2013-2014
- ASプロ・ピアチェンツァ1919 2014-2015
- ASチッタデッラ 2015-2018
- ブレシア・カルチョ 2018-2020
- USクレモネーゼ 2020-

## タイトル
ブレシア・カルチョ
- セリエB : 2018-19